# Xà gạc
Xà gạc, còn gọi là chà gạc, chà gạt, chà gặt (tiếng Chăm ꨎꨈꩀ, jagak), là một loại công cụ và vũ khí phổ biến trong cộng đồng người Chăm và nhiều dân tộc Tây Nguyên cũng như được sử dụng tương đối rộng rãi tại nhiều nước Đông Nam Á như Thái Lan và Campuchia.

## Tên gọi
Trong tiếng Chăm, xà gạc được gọi là ꨎꨈꩀ jagak (IPA: [ʥa˨˩-ɡ͡ɣak˨˩]). Tiếng Anh gọi xà gạc là mak axe, tức rìu mác, có khả năng là mượn từ tên gọi mác (một loại dao đi rừng có cán dài) trong tiếng Việt, do hai loại vũ khí này có hình dạng tương tự nhau.

## Đặc điểm cấu tạo
Xà gạc là một loại vũ khí thô sơ dùng để chặt, chém. Mỗi cây xà gạc gồm có hai bộ phận: lưỡi và cán.

### Cán
Cán của xà gạc thường được chọn từ những đoạn tre già gần gốc, có kích thước nhỏ vừa một nắm tay người lớn. Đoạn tre được chọn phải có phần gốc cong lại hình chữ L hoặc hình móc câu. Chiều dài của cán tùy thuộc vào người sử dụng, thường vào khoảng 60-80 cm. Chỗ cong lại được khoét một khe nhỏ để tra lưỡi. Một số loại xà gạc dùng trong chiến đấu hoặc nghi lễ có cán dài hơn và thường được bọc kim loại ở hai đầu.

### Lưỡi
Lưỡi xà gạc được rèn bằng sắt, có hình chữ nhật hoặc hình thang hơi loe ở phía mũi, thường rộng khoảng 4-5 cm, dài 25-30 cm, gần giống hình dáng lưỡi dao rựa. Các loại xà gạc khác có thể được tạo hình lưỡi cầu kì hơn, ví dụ như có thêm các ngạnh nhỏ hoặc biến tấu phần mũi.

## Kĩ thuật sử dụng
Xà gạc là loại vũ khí có lưỡi tương đối ngắn, thường được dùng để phát cỏ, chặt cành cây nhỏ khi đi rừng hoặc làm nương rẫy. Người ta cũng dùng xà gạc để chặt, chẻ, và chuốt nan tre, nứa. Khi đi săn bắn hoặc trong chiến trận, xà gạc là một trong những vũ khí được người Chăm và nhiều dân tộc Tây Nguyên ưa chuộng.
Phần cong của cán xà gạc có công dụng là chỗ để đặt xà gạc lên vai, giúp cho việc mang theo dễ dàng và ít tốn sức hơn. Người ta cũng dùng xà gạc để làm đơn vị ước lượng khoảng thời gian đi rừng, với mỗi lần mỏi vai bên này, đổi xà gạc đeo sang vai bên kia gọi là một "cây xà gạc", tương đương với khoảng 2-3 giờ đồng hồ.

## Lịch sử, văn hóa
Xà gạc đóng vai trò quan trọng trong nhiều nghi lễ văn hóa của các đồng bào dân tộc Tây Nguyên. Cây xà gạc đôi khi được thờ cúng trên bàn thờ ông bà tổ tiên như một báu vật gia truyền.
Khi giết gia súc để hiến tế trời đất, thầy cúng sẽ bôi máu của con vật lên xà gạc để khấn mời Giàng và các thần linh về dự lễ. Xong nghi lễ, cây xà gạc phải được đặt lại lên bàn thờ, tuyệt đối không được dùng vào việc khác.
Trong lễ đặt tên của người Mạ, người Cơ Ho và một số dân tộc, người cha hoặc người lớn tuổi trong gia đình sẽ chuẩn bị một cây xà gạc mới chưa có chủ để trao cho con trai, thể hiện rằng người con đã đủ tuổi trưởng thành và có quyền tham dự vào các công việc của buôn, bản. Cây xà gạc sẽ gắn liền với cuộc đời của người đàn ông Tây Nguyên cho đến khi họ qua đời. Các tài sản mà người chết được chia để mang theo về thế giới bên kia, ngoài cũng vật quý như cồng, chiêng, ché rượu, thì không thể không có xà gạc.